# Acolasis glaucescens
Coenipeta glaucescens là một loài bướm đêm trong họ Erebidae.